# Vertigo substriata
Vertigo substriata е вид коремоного от семейство Pupillidae.

## Разпространение
Видът е разпространен в Чехия, Холандия, Полша, Словакия, Украйна, Великобритания, Ирландия, Латвия и други.